# Karl Komzák senior

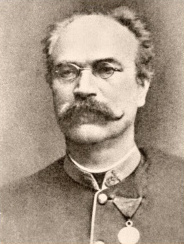
Karel Komzák

Karl Komzák, tschechisch Karel Komzák (* 4. November 1823 in Netěchovice (deutsch: Metiechowitz), Böhmen; † 19. März 1893, ebenda) war ein böhmischer Komponist und Kapellmeister.
Komzák komponierte eine Vielzahl vom Märschen, die er seit 1854 mit seiner Kapelle spielte. Zu seinen Musikern zählte Antonín Dvořák, der ab 1859 Bratschist bei Komzák wurde. 1862 erhielt Komzák, der mit seiner populären Kapelle zuvor vor allem in Gasthaussälen aufgespielt hatte, ein Engagement als Orchesterleiter des Tschechischen Interimstheater (České Prozatímní Divadlo) in Prag, wobei seine Musiker den Grundstock des neu gebildeten Ensembles bildeten.
1865 legte er die Leitung des Orchesters nieder, zu seinem Nachfolger wurde Bedřich Smetana berufen, und übernahm die Leitung einer Militärkapelle. 1888 ging Komzák in den Ruhestand.
Sein Sohn Karl Komzák junior erlernte das Musizieren und Komponieren beim Vater und wurde später ebenfalls ein erfolgreicher Komponist.